# Кюизанс, Микаэль
Микаэ́ль Брюно́ Домини́к Кюиза́нс (фр. Mickaël Bruno Dominique Cuisance; 16 августа 1999 года, Страсбург, Франция) — французский футболист, полузащитник клуба «Герта».

## Карьера
Кюизанс является воспитанником французского клуба «Нанси». 1 июля 2017 года подписал пятилетний контракт с немецким клубом «Боруссия» Мёнхенгладбах. 19 сентября 2017 года дебютировал в Бундеслиге в поединке против «Штутгарта», выйдя на поле после перерыва вместо Кристофа Крамера.
В 2019 году Кюизанс перешёл в «Баварию». Контракт с игроком рассчитан на пять лет. Переход игрока обошёлся «Баварии» в 10 млн евро. Кюизанс будет выступать под 11-м игровым номером.
3 января 2022 года перешёл в клуб «Венеция».
Являлся игроком юношеских сборных Франции. Принимал участие в чемпионате Европы среди юношей до 17 лет в 2016 году, сыграв на турнире во всех трёх встречах.

## Достижения
«Бавария»
- Чемпион Германии: 2019/20
- Кубок Германии: 2019/20
- Лига чемпионов: 2019/20